# Tanacetum annuum
Tanacetum annuum es un arbusto  perteneciente a la familia Asteraceae. Es conocida como planta ornamental. 

## Descripción
Planta anual, pubescente. Tallos de hasta 60 cm de altura, generalmente ramificados en la mitad superior, con ramas laterales tan largas o más largas que el eje principal. Hojas generalmente en grupos axilares; las inferiores pinnatisectas, rara vez bipinnatisectas; las superiores generalmente de más de 8 mm, linear-lanceoladas, generalmente enteras. Capítulos formando glomérulos compactos terminales, subcorimbosos, de hasta 30 capítulos. Involucro de 3,5-4,5 mm de anchura. Brácteas involucrales ovado-elípticas, con ápice escarioso muy obtuso o casi truncado, amarillo y generalmente reflejo. Capítulos discoideos. Flores de  3 mm, flosculosas.Los frutos son aquenios de 1,5-2 mm, con 8-10 costillas. Corona de 0,1 mm. Su número de cromosomas: 2n = 18. Florece y fructifica de septiembre a diciembre (febrero).

## Distribución y hábitat
Se encuentra en pastizales sobre suelos generalmente arcillosos. Muy frecuente en la Región mediterránea (Portugal, España, Francia y Marruecos).

## Taxonomía
Tanacetum annuum fue descrita por  Carlos Linneo y publicado en Sp. Pl. 2: 844. 1753
Etimología
Tanacetum: nombre genérico  derivado del latín medieval "tanazita" que a su vez proviene del griego "athanasia" (= inmortal, a largo plazo), que probablemente indica la larga duración de la inflorescencia de esta planta, en otros textos se refiere a la creencia de que las bebidas a base de las hojas de esta planta confiere la vida eterna.
annuum: epíteto latino que significa "anual".
Sinonimia
- Balsamita annua DC.
- Balsamita multifida Clemente
- Chrysanthemum annuum (L.) Fiori	[5]

## Nombres comunes
- Castellano: argamasa, charamasca, eliocrison, escoba hedionda, hierba lombriguera, magarza, magaza, marcoleta, tomillo real.[6]